# Ratnasiri Wickremanayake
Ratnasiri Wickremanayake (født 5. maj 1933, død 27. december 2016) var Sri Lankas premierminister fra 2000 til 2001 og fra 2005 til 2010.
Han studerede jura i London, men uden at fuldende sine studier. I 1960 blev han medlem af Sri Lankas parlament. Han blev assistentminister i justitsministeriet i 1970.
Han blev taget i ed som premierminister for Sri Lanka af præsident Mahinda Rajapaksa den 21. november 2005.